# Балда (фильм)
«Балда» (англ. The Saphead) — немой комедийный фильм Уинчела Смита 1920 года.

## Сюжет
Ник Ван Олстайн имеет золотую жилу в Генриетте. Он очень богат. Его сын Берти наивный и испорченный. Его дочь Роза собирается замуж за инвестора Марка. Марк расстраивает все её планы на замужество, а затем покупает Генриетту.

## В ролях
- Бастер Китон — Берти
- Бэла Букер — Агнес Гейт
- Эдвард Коннелли — Масгрэйв
- Эдвард Джобсон — Мюррэй Хилтон
- Эдвард Александр — Ватсон Флинт
- Одетт Тэйлор — Корнелия Оупдайк
- Кэрол Холлоуэй — Роза
- Ирвинг Каммингс — Марк
- Джек Ливингстон — Джордж Вайндтрайндт
- Уильям Крейн — Ник Ван Олстайн
- Альберт Катерин — Хетти
- Генри Клаус — Валет
- Альфред Холлингсворд — Хэтауэй
- Хелен Хоулт — Рейнолдс
- Джеффри Уильямс — Хатчинс